# Marsilea villosa
Marsilea villosa là một loài dương xỉ trong họ Marsileaceae. Loài này được Kaulf. mô tả khoa học đầu tiên năm 1824.

## Hình ảnh

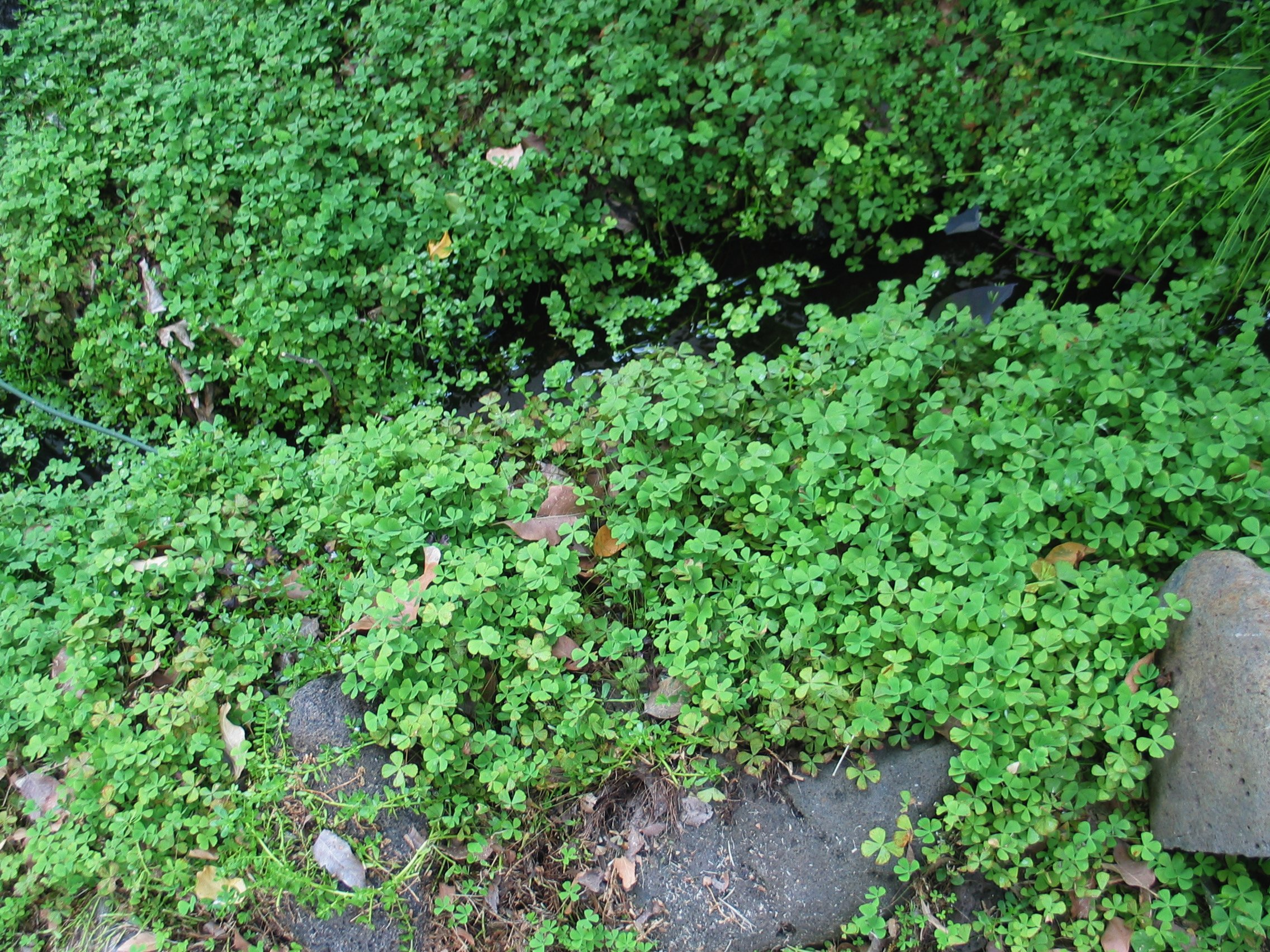
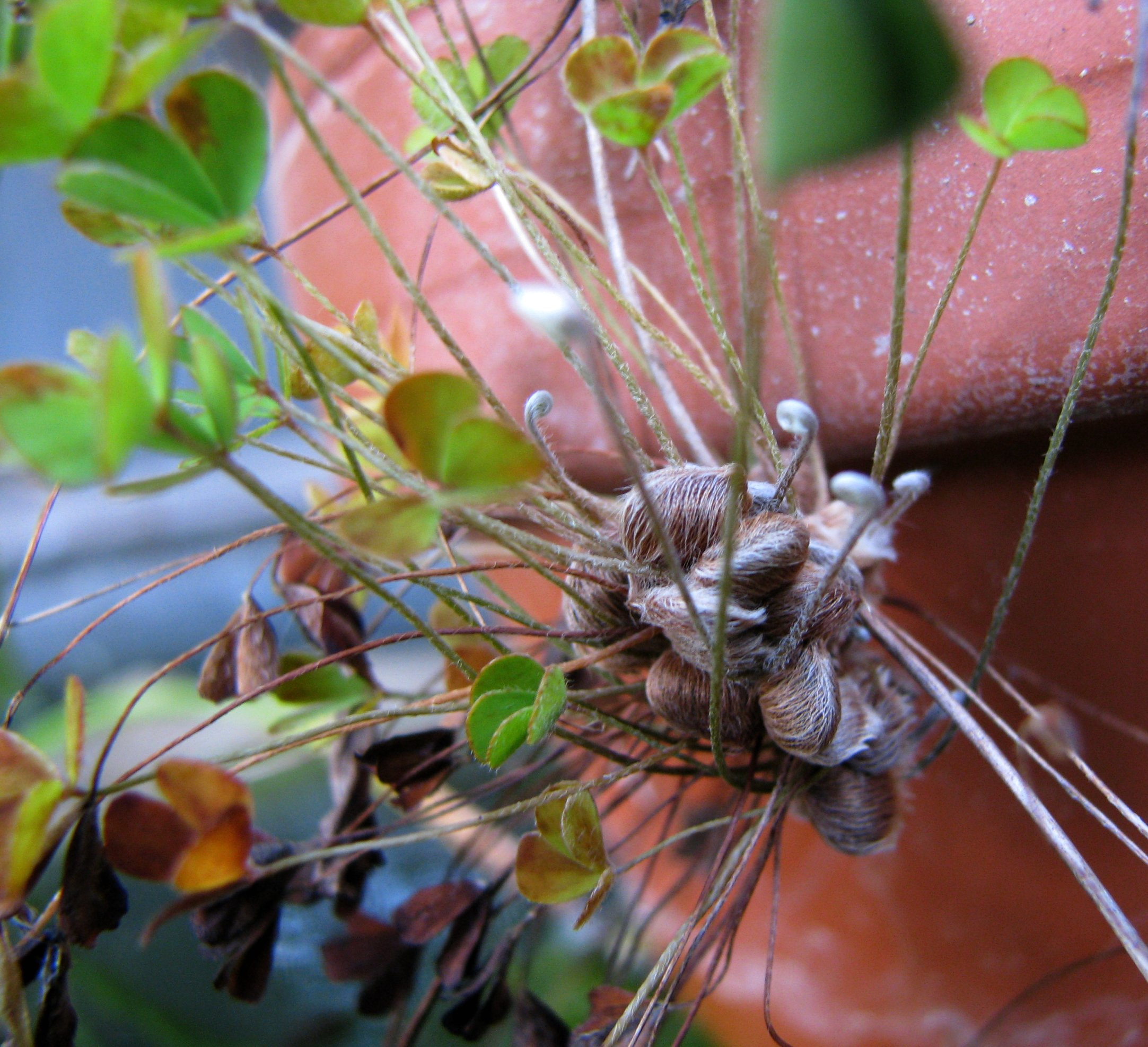
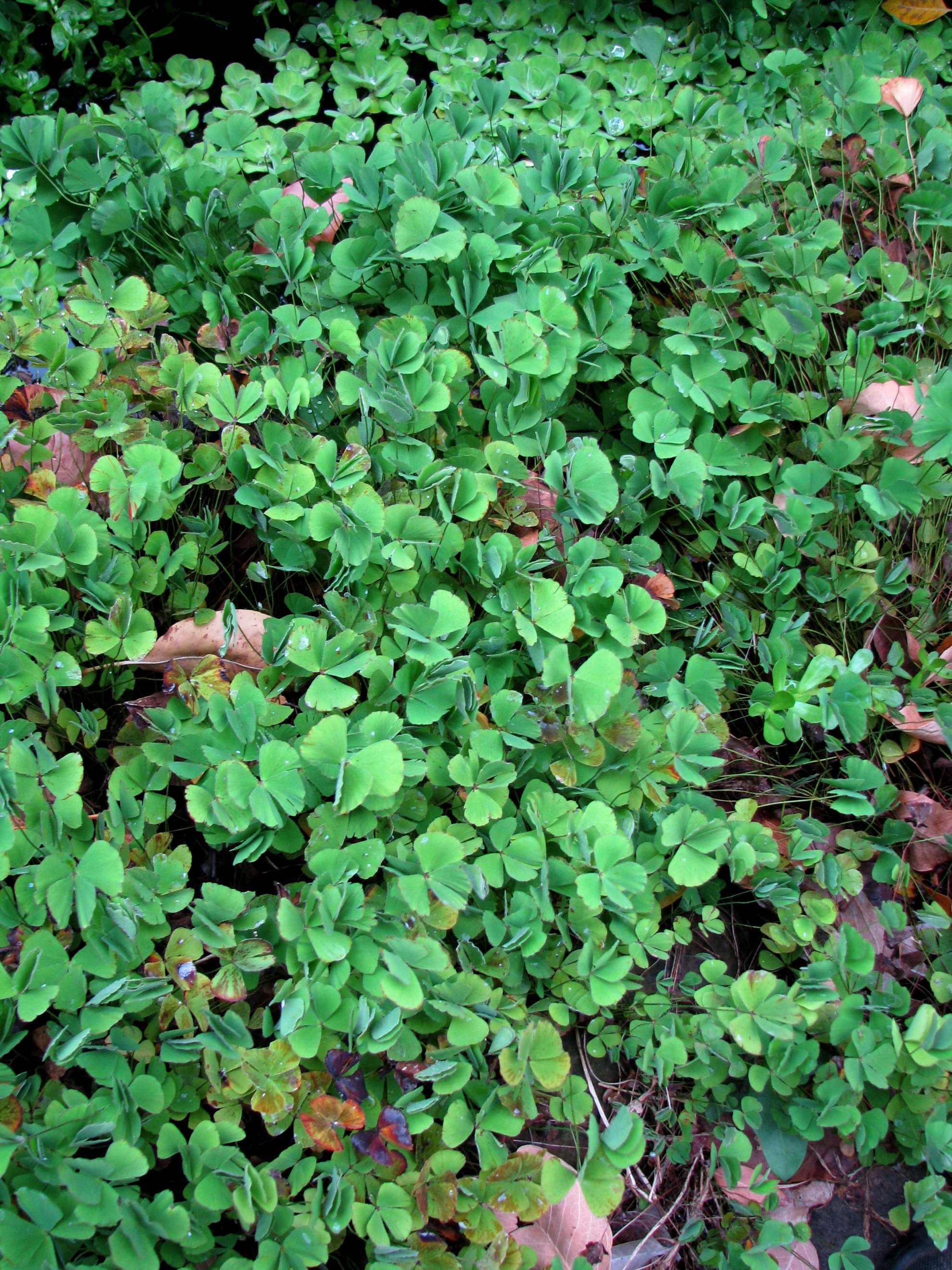
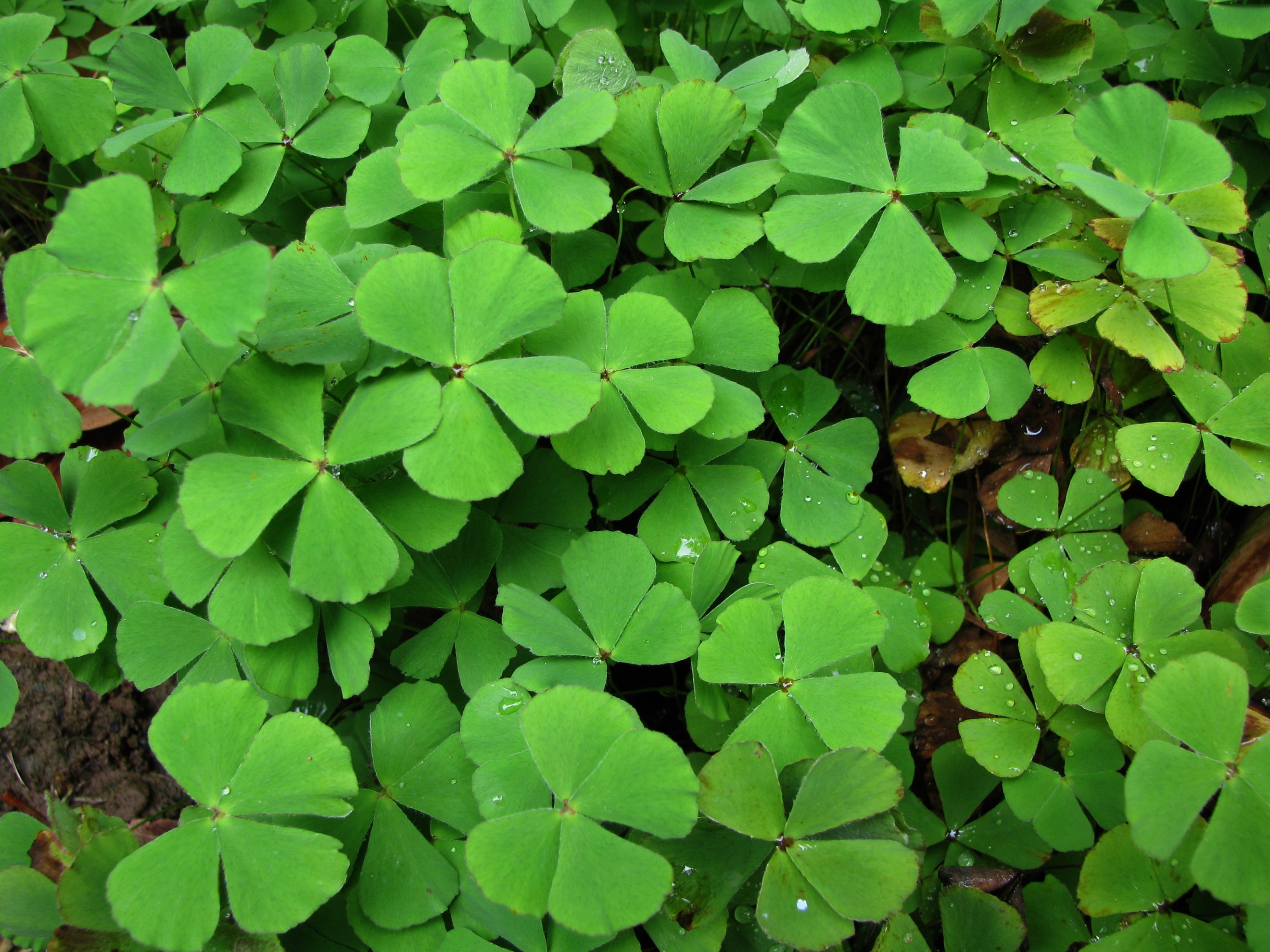